# Шалдежка
Шалдежка — деревня, административная единица городского округа Семеновский Нижегородской области.
В деревне есть школа, магазин, медпункт, сельская администрация.

## История
В 1842 г. был обнародован указ об обязанностях крестьян. Согласно ему, помещик получал право освобождать крестьян с предоставлением им земельного надела. Царь Николай I поручил провести эти реформы графу Павлу Дмитриевичу Киселеву. Из густонаселенных районов крестьяне переселялись в малонаселенные, наделялись бесплатно землей, лесом. Было переселено почти 200 тысяч душ крестьян. На это время и приходится возникновение деревень сельской администрации. Многие переселялись из деревень, расположенных на берегу Ветлуги, из Орловской губернии (в 1840 г. там был страшный голод). Первыми переселенцами в д. Шалдежка были крестьяне из д. Быкова Орловской губернии. Долгое время строящуюся деревню называли Быковка и лишь затем назвали Шалдежкино. (Одна из версий: марийское слово «шалташ» означает гнать смолу).
В период заселения здешних мест сюда впервые была завезена такая культура, как картофель. Его привезли из Орловской губернии. А для переселенцев из Благовещенской волости эта культура была не знакома. К концу 1860 г. чиновники выделяют часть земли под картофель, садить заставляли его почти силой. На эти посадки от государства был льготный налог.
Когда-то здесь были непроходимые густые леса. Люди постепенно обживали эти земли, вырубали леса, строили дома, осваивали пашни.
В 1870 г. Шалдежка стала селом. В этом же году была построена церковь и открылась почтовая станция. Дорога из Н-Новгорода на Вятку сначала проходила через д. М-Чамра на Озерки и далее на Усольцево. А потом дорога прошла через Шалдеж, Шалдежку, Боковую и на Красные Баки.
В связи с военной реформой 1874 г. в Шалдежке была построена изба для ночевки призывников, которые направлялись в Н-Новгород. Ее люди называли «кутузовкой», в ней часто оставались на ночлег и политические ссыльные и уголовные преступники. Эта изба была построена около дома управляющего, а 1890 г. она сгорела.
В 1870 г., согласно переписи, в Шалдежке проживало в 14 хозяйствах 46 человек мужского пола и 34 женского.
В 1890 г. в Шалдежке открылся кабак, хозяином которого был житель Новопетровки Тимофей Галический. В нем можно было поменять на вино любую вещь. В кабаке у Галического появились керосиновые лампы, их многие увидели впервые. Приобрести их могли только зажиточные крестьяне.
К 1913 г. у крестьян появились мельницы, масляные и даже небольшие заводы. По данным переписи 1916 г. в Шалдежке проживало 259 человек.
В 1923 г. возник первый хозяйственный кризис НЭПа. Цены на сельхозпродукты были низкие, а на промышленные товары очень высокие. Из-за немыслимой дороговизны люди одевались в домотканую одежду. Крестьяне оказывались от плуга и переходили на кустарные сохи, деревянные бороны.
В это время в д. Шалдежка было открыто 4 овчинных хозяйства, 3 хозяйства шили одежду, 5 шили кожаную обувь, 6 катали валяную В каждом доме были ткацкие станки. Люди одевали сами себя. В Шалдежке открылся кооператив, то есть магазин по продаже товаров. Чтобы купить пару сапог, крестьянину нужно было продать от 16-19 пудов хлеба (это 256 кг), кусок простого мыла стоил пуд хлеба, аршин сукна (1.71 м) от 6 до 9 пудов.
В 1927 г. впервые было показано «живое кино». Многие стали выписывать центральные и губернские газеты.
Деревня в последнее время относилась к колхозу им. Тимирязева и была центральной усадьбой. Кроме нее в этот колхоз входили такие деревни, как Малая Овсянка, Малая Покровка, Рубцы, Озерки, Александровка, Петровка.
Всего в Шалдёжке было 1050 голов скота, для облегчения труда животноводов был транспортёр раздачи корма и уборки навоза, но старые дворы не были оборудованы. На фермах колхоза было 810 коров, 2300 голов крупно рогатого скота, была свиноферма. Доярки и пастухи работали и зарплату получали с привеса. Труд доярки сложен: работали с 4 часов утра до 10 вечера.
Ежеквартально подводили итоги — кому-то давали премию, а кому-то — выговор. Филатов был председателем колхоза с 1976 года, потом — Гришин Е. И.
Осенью после полевых работ в последнее воскресенье октября отмечался колхозный праздник.
Тракторов было около 40 штук, машин больше 40 штук, премию выдавали зерном (500 кг на одного человека).
Девочки 8-9 класс подменяли доярок, мальчики работали помощниками комбайнёров.